# Eparchia władywostocka
Eparchia władywostocka – eparchia Rosyjskiego Kościoła Prawosławnego z siedzibą we Władywostoku. Jej obecnym (2022) ordynariuszem jest metropolita władywostocki i nadmorski Włodzimierz (Samochin), zaś funkcję katedry pełni sobór Opieki Matki Bożej we Władywostoku. Planowana jest budowa nowego soboru pod wezwaniem Przemienienia Pańskiego w tym samym mieście.

## Historia
Eparchia została powołana do życia 4 czerwca 1898. W momencie rozpoczęcia swojej działalności liczyła 69 czynnych cerkwi i 1 monaster (męski Ussuryjski Monaster Trójcy Świętej i św. Mikołaja). Biskup ordynariusz eparchii nosił tytuł władywostocki i kamczacki. 5 stycznia 1899 katedrę objął biskup Euzebiusz (Nikolski). Według danych z 1900 w eparchii władywostockiej działały 74 parafie obsługiwane przez 72 kapłanów i trzech hieromnichów. W ciągu dziewięciu lat liczby placówek duszpasterskich i duchownych wzrosły odpowiednio do 111 i 114, zaś w 1916 eparchii podlegały  252 czynne świątynie. W tym samym roku z terytorium administratury wydzielono odrębną eparchię kamczacką i zmieniono tytuł ordynariusza na nadmorski i władywostocki.
Eparchia władywostocka prowadziła działalność misyjną wśród rdzennej ludności Kamczatki i regionu władywostockiego, jak i wśród nieprawosławnych zesłańców na Syberię. Jurysdykcyjnie podlegała jej rosyjska misja prawosławna w Korei.

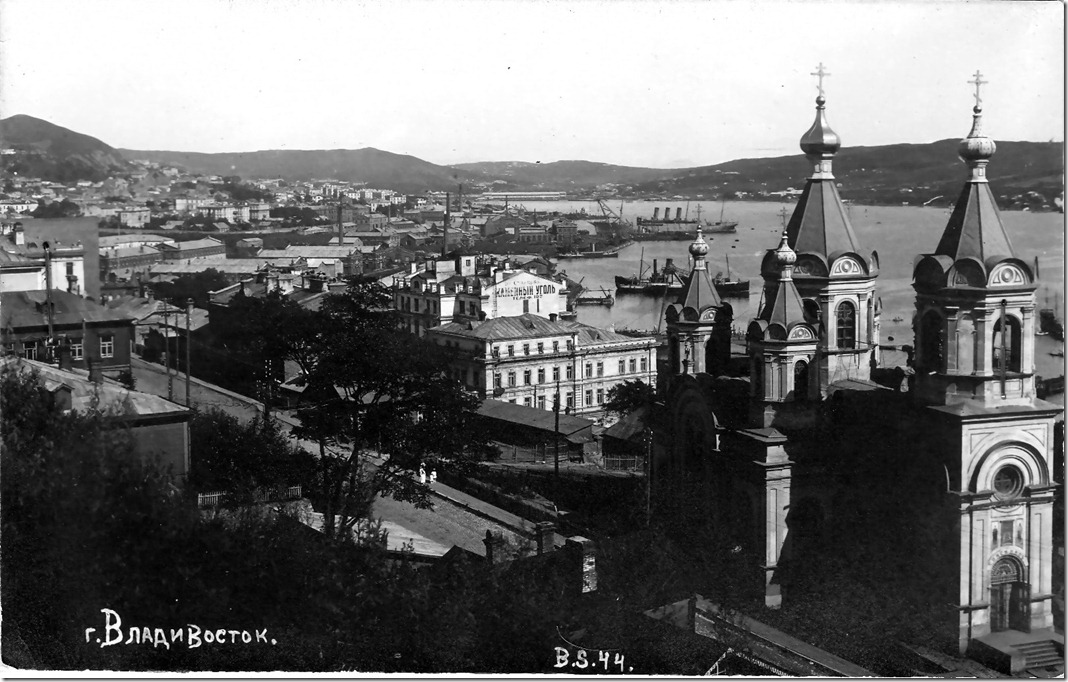
Sobór Zaśnięcia Matki Bożej we Władywostoku, katedra eparchii do lat 20. XX wieku, zniszczona w latach 30.

Wskutek wybuchu rosyjskiej wojny domowej na Dalekim Wschodzie Rosji arcybiskup Euzebiusz (Nikolski) nie wrócił do swojej eparchii z Soboru Lokalnego Rosyjskiego Kościoła Prawosławnego, na który wyjechał w 1917 do Moskwy. W grudniu 1918 zarząd eparchii objął biskup czeboksarski Michał (Bogdanow). Do 1922, tj. do zdobycia Władywostoku przez Czerwonych i wejścia Republiki Dalekiego Wschodu do Rosyjskiej Federacyjnej Socjalistycznej Republiki Radzieckiej, eparchia działała bez przeszkód. W 1923 jej majątek został znacjonalizowany, zaś trzy działające klasztory zamknięte. Do końca lat 30. XX wieku władze radzieckie zamknęły większość czynnych cerkwi, pozostawiając jedynie 14. Część przedrewolucyjnego duchowieństwa eparchii emigrowała w 1922 do Mandżurii razem z wycofującymi się Białymi.
W 1945 eparchia władywostocka została formalnie zlikwidowana i włączona do eparchii chabarowskiej i władywostockiej. Od 1948 jej dawne terytorium należało do eparchii irkuckiej, zaś od 1988 – do eparchii chabarowskiej i władywostockiej.
31 stycznia 1991 eparchia władywostocka została reaktywowana, zaś jej pierwszym ordynariuszem po odnowie został arcybiskup Mikołaj (Szkrumko). W grudniu 1991 na jej terytorium istniało 15 parafii obsługiwanych przez 15 kapłanów. W kolejnych latach liczba nowych lub reaktywowanych parafii systematycznie wzrastała. Ponownie otwarte zostały również klasztory – żeński Ussuryjski Monaster Narodzenia Matki Bożej w 1993 i męski Ussuryjski Monaster Trójcy Świętej i św. Mikołaja w 1995. Według danych z 2006 eparchia liczyła 88 parafii, do których należało 110 cerkwi i kaplic; pracę duszpasterską na jej terenie prowadziło 124 kapłanów. W latach 2003–2019 do eparchii należała również parafia Trójcy Przenajświętszej w Pjongjangu (jedyna parafia prawosławna w Korei Północnej).
W 2011 Święty Synod Rosyjskiego Kościoła Prawosławnego wydzielił z terytorium eparchii dwie nowe: nachodzką oraz arsienjewską. 

### Biskupi

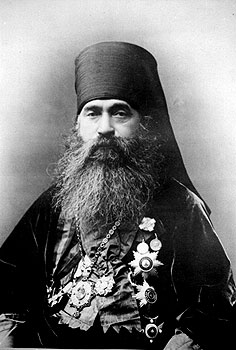
Pierwszy prawosławny biskup Władywostoku Euzebiusz (Nikolski)

Od momentu powstania eparchią władywostocką zarządzali następujący hierarchowie:
- Euzebiusz (Nikolski), 1899–1920
- Michał (Bogdanow), 1918–1920
- Marek (Bakałdin), 1920
- Paweł (Wwiedienski), locum tenens, 1922
- Cyprian (Komarowski), 1925–1927
- Nifont (Fomin), 1927–1928
- Pantelejmon (Maksunow), 1928–1929
- Marek (Bogolubow), 1929 (według niektórych źródeł nie przyjął nominacji)[7]
- Warsonofiusz (Łuzin), 1930–1932
- German (Kokkiel), 1931–1932, locum tenens
- Benedykt (Plaskin), 1946–1947
- Bartłomiej (Gorodcow), locum tenens, 1947–1948
- Mikołaj (Szkrumko), 1991–1992[1]
- Beniamin (Puszkar), 1992–2018[8]
- Włodzimierz (Samochin), 2018-2024[8][9]
- Paweł (Grigorjew), od 2024[9]

## Podział administracyjny
Eparchia władywostocka dzieli się na następujące dekanaty:
- Dekanat centralny,
- Dekanat północny,
- Dekanat południowy,
- Dekanat zachodni.

## Monastery
W 2010 na terytorium eparchii czynne były następujące klasztory:
- Ussuryjski Monaster Narodzenia Matki Bożej, żeński
- Ussuryjski Monaster Trójcy Świętej i św. Mikołaja, męski
- Monaster św. Elżbiety we Władywostoku, żeński
- Monaster Kazańskiej Ikony Matki Bożej w Razdolnom, żeński
- Monaster św. Serafina z Sarowa we Władywostoku, męski